# Vélez-Rubio
Vélez-Rubio er en by og kommune i det sydøstlige Spanien i provinsen Almería. Den har et indbyggertal på 6.613 (2024) indbyggere.